# 尼亞卡拉芒杜古省
8°40′N 5°17′W / 8.667°N 5.283°W

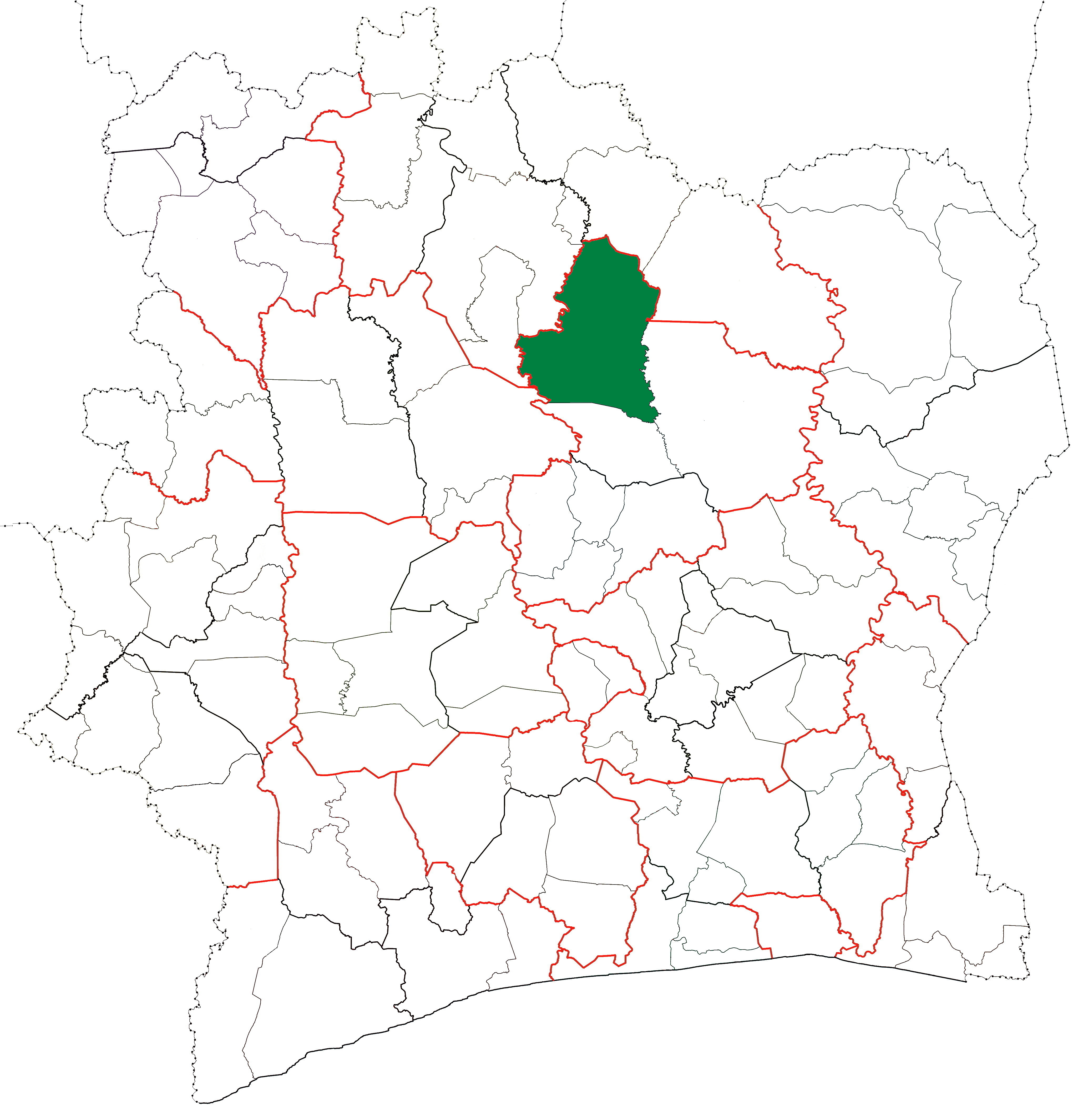

尼亞卡拉芒杜古省（Niakaramandougou Department），是科特迪瓦的省份，位於該國中北部邦達馬河谷區，由安博爾大區負責管轄，南面是卡蒂奧拉省，成立於2009年，2014年人口133,818。